# استان کولیکورو
استان کولیکورو یکی از استان‌های کشور مالی است و مرکز آن شهر کولیکورو می‌باشد.
بجز شهر باماکو پایتخت مالی که در این استان قرار دارد اما بصورت شهری مستقل اداره می‌شود، جمعیت این استان ۲٬۴۱۸٬۳۰۵ نفر و مساحت آن ۹۰٬۱۲۰ کیلومتر مربع است.

## تقسیمات
- Banamba Cercle
- Dioïla Cercle
- Kangaba Cercle
- Koulikoro Cercle
- Kolokani Cercle
- Kati Cercle
- Nara Cercle